# Ezzedine Chakroun
Ezzedine Chakroun, né le 13 juin 1948 à Sfax (Tunisie), est un footballeur international tunisien qui évolue au poste d'attaquant.

## Biographie
Il signe pour le Sfax railway sport où il trouve une équipe soudée par le hongrois André Nagy qui en avait fait l'attraction du championnat avec un noyau de joueurs complémentaires : Abdelmajid Karoui, Romdhan Toumi, Amor Madhi, Mohamed Nefzaoui, Mahmoud Fendri, Hamadi Hafsi, etc. Ezzeddine Chakroun s'impose rapidement comme le buteur idoine avec son aptitude à se faire oublier pour surgir au bon moment et mettre le ballon dans les filets.
Il devient alors attaquant au sein de l'équipe de Tunisie. Son premier match officiel avec celle-ci est disputé à Alger contre une équipe constellée de vedettes. L'équipe de Tunisie est menée par un but à zéro et, alors que la fin de la rencontre approchait, il marque deux buts inattendus. Il marquera d'autres buts décisifs tels que le doublé contre la France aux Jeux méditerranéens de 1971 ou les nombreux buts marqués en championnat et en coupe.
Il a inscrit 19 buts en équipe nationale. Il est par ailleurs toujours détenteur du plus grand nombre de buts marqués en championnat (116), un record qui résiste depuis 1981.
En 1978, il émigre en Arabie saoudite pour ne revenir qu'en mars 1981 et intégrer son ancienne équipe. Le 27 mai 1981, une grave blessure contractée contre le Club africain l'éloigne définitivement des terrains de football.

## Statistiques
| Saison    | Matchs en championnat | Buts | Matchs en coupe | Buts | Sélections nationales | Buts |
| --------- | --------------------- | ---- | --------------- | ---- | --------------------- | ---- |
| 1966-1967 | 3                     | 1    | 0               | 0    | 0                     | 0    |
| 1967-1968 | 22                    | 9    | 8               | 3    | 1                     | 0    |
| 1968-1969 | 24                    | 3    | 2               | 5    | 8                     | 3    |
| 1969-1970 | 26                    | 14   | 1               | 0    | 4                     | 1    |
| 1970-1971 | 16                    | 4    | 1               | 0    | 2                     | 1    |
| 1971-1972 | 26                    | 4    | 2               | 1    | 10                    | 7    |
| 1972-1973 | 26                    | 23   | 2               | 1    | 13                    | 7    |
| 1973-1974 | 12                    | 0    | 2               | 2    | 0                     | 0    |
| 1974-1975 | 26                    | 13   | 1               | 1    | 2                     | 0    |
| 1975-1976 | 25                    | 13   | 1               | 1    | 0                     | 0    |
| 1976-1977 | 24                    | 15   | 4               | 2    | 0                     | 0    |
| 1977-1978 | 26                    | 15   | 0               | 0    | 0                     | 0    |
| 1980-1981 | 6                     | 2    | 2               | 0    | 0                     | 0    |
| Total     | 262                   | 116  | 26              | 16   | 40                    | 19   |

## Palmarès
- Champion de Tunisie : 1968
- Finaliste de la coupe de Tunisie : 1968
- Meilleur buteur : 1973
- Meilleur footballeur : 1973
- Vainqueur de la coupe de Palestine : 1973
- Finaliste des Jeux méditerranéens : 1971